# Единый европейский акт
Единый европейский акт (ЕЕА) был первым серьёзным пересмотром Римского договора 1957 года. Акт нацеливает Европейское сообщество на создание внутреннего рынка к 31 декабря 1992 года, и формулирует принципы Европейского политического сотрудничества, предшественника Общей внешней политики и политики безопасности Европейского союза. Был подписан в Люксембурге 17 февраля 1986 года, и в Гааге 28 февраля 1986 года. Вступил в силу 1 июля 1987 года, в рамках комиссии Делора.

## Предыстория
Закон вырос на почве недовольства среди членов Европейского сообщества в 1980-е годы в связи с отсутствием де-факто свободной торговли между ними. Лидеры деловых и политических кругов хотели гармонизировать законы между странами и урегулировать политические разногласия. Комитет по анализу общего рынка подготовил список шагов, которые были необходимы, что стало основой Единого европейского акта.
Он был подписан в декабре 1985 года на основе политической договоренности, достигнутой на Европейском совете в Люксембурге 3 декабря 1985 года.

## Обзор
Один из основных моментов ЕЕА заключался в формировании Единого рынка в рамках ЕС к 1992 году, то есть к тому времени, когда, как ожидалось, все необходимые законодательные реформы были бы завершены. Для достижения этой цели ЕЕА реформировал законодательный процесс путём введения процедуры сотрудничества и распространил решение вопросов через голосование в Совете Европейского союза большинством (вместо единогласного) на новые сферы — меры, которые были призваны сократить время на законодательные процессы. При этом ЕЕА предназначался для устранения оставшихся барьеров между странами, а также для гармонизации и повышения конкурентоспособности европейских стран.

## Ратификация
ЕЕА был предметом двух референдумов. Один проходил в Дании после того, как датский парламент отклонил проект договора, и один в Ирландии.